# Lonely Planet (песня Дорианс)
«Lonely Planet» (Одинокая планета) — песня в исполнении армянской группы «Дорианс», с которой они представляли Армению на конкурсе песни «Евровидение 2013». Авторами песни являются основатель и бессменный участник группы Black Sabbath Тони Айомми и Вардан Задоян.
Песня была выбрана 2-го марта 2013 года в прямом эфире Общественного телевидения Армении, где группа исполнила также ещё три другие песни, и была выбрана по результатам SMS-голосования.
Премьера видеоклипа состоялась 18-го марта на официальных видеоканалах группы Dorians и Евровидения на сайте YouTube.